# Caseta de los Jardinillos
La Caseta de los Jardinillos es un recinto multiusos al aire libre diseñado para albergar todo tipo de eventos, espectáculos y conciertos situado en el paseo de la Feria de la ciudad española de Albacete. 
Su mayor protagonismo se produce durante la famosa Feria de Albacete, declarada de Interés Turístico Internacional, que se celebra del 7 al 17 septiembre, cuando acoge los clásicos conciertos de la Caseta de los Jardinillos. Durante sus más de 50 años de vida han pasado por ella los más afamados artistas del país.

## Historia
La Caseta de los Jardinillos fue inaugurada el 8 de septiembre de 1960. En la década de 1970 se construyó otro recinto de similares características, el Gran Pabellón, también situado en el paseo de la Feria, junto a la Tómbola de Cáritas. Durante muchos años ambos espacios compitieron duramente por ver quien programaba los mejores conciertos.
En 1987 el Ayuntamiento de Albacete realizó una obra de reforma y ampliación del recinto, diseñada por los arquitectos Antonio Escario, Jesús García y José Luis Palencia, que es la que le ha dado su aspecto actual.
Con motivo del tercer centenario de la confirmación de la Feria de Albacete, que tuvo lugar en 2010, el ayuntamiento preveía darle una nueva cara, más moderna, y cubrirla completamente. Sin embargo, el proyecto se pospuso debido a la grave crisis económica.

## Características
La Caseta de los Jardinillos tiene forma de concha y está situada al final del paseo de la Feria, junto a la avenida Arquitecto Julio Carrilero. Se trata de un recinto al aire libre con capacidad para 5100 espectadores: 3500 de pie y 1600 sentados o 1200 sentados en mesas. Permite diversas adaptaciones para albergar todo tipo de eventos. Ocupa una superficie de 1700 metros cuadrados. El escenario tiene forma triangular.

## Eventos
Algunos de los eventos que se desarrollan en la Caseta de los Jardinillos son los siguientes:

### Feria de Albacete
La Caseta de los Jardinillos cobra su mayor protagonismo durante la Feria de Albacete, declarada de Interés Turístico Internacional, que se celebra del 7 al 17 septiembre. Todos los días de feria alberga los clásicos conciertos de la Caseta de los Jardinillos, en los que actúan algunos de los artistas más importantes de la escena nacional e internacional.

### Festival CromaDay
El Festival de Música Independiente de Albacete CromaDay es un evento musical que llega cada año a la Caseta de los Jardinillos en el mes de septiembre. En él actúan los grupos de música independiente de referencia en el panorama nacional.

### Feria de las Culturas Ciudad de Albacete
La Caseta de los Jardinillos es uno de los escenarios principales en los que se desarrolla la Feria de las Culturas Ciudad de Albacete, cuyo objetivo es dar a conocer la gran diversidad cultural existente en la ciudad de Albacete.

### I Cumbre Internacional del Vino
En 2013 acogió las actuaciones y actividades de la noche en vino de la I Cumbre Internacional del Vino, organizada por el Gobierno de Castilla-La Mancha, en Albacete.

## Artistas
Por el escenario de la emblemática Caseta de los Jardinillos han pasado a lo largo de su historia los artistas más destacados durante su época de mayor esplendor de todos los estilos musicales, como Massiel, Salomé, Mocedades, Manolo Escobar, Camilo Sesto, Raphael, Isabel Pantoja, Rocío Jurado, Rocío Dúrcal, Mecano, Alejandro Sanz, La Oreja de Van Gogh, Mónica Naranjo, Maldita Nerea, Nacha Pop, Antonio Orozco, José Merce o Dover, citando algunos ejemplos.